# 스모킹/노스모킹
《스모킹/노스모킹》(Smoking/No Smoking)은 1993년 개봉한 프랑스의 코미디 영화이다. 알랭 레네가 감독을 맡았다. 1994 베를린 영화제 은곰상 수상작이자, 1994 세자르상 작품상·감독상·각본상·남우주연상 수상작이다.

## 출연

### 주연
- 사빈느 아젬마
- 삐에르 아르디티
- 피터 허드슨

## 기타
- 원작자: 앨런 액크보른
- 협력프로듀서: 미쉘 세이두
- 미술: 자크 솔니에
- 의상: 재키 뷔뎅